# Сима Милованов
Сима Милованов (сербохорв. Sima Milovanov, 10 квітня 1923, Бечей — 16 листопада 2002) — югославський футболіст, що грав на позиції захисника за «Воєводину» і національну збірну Югославії.. По завершенні ігрової кар'єри — тренер.

## Клубна кар'єра
Футбольні виступи на високому рівні розпочав у повоєнний час, протягом 1948—1957 років захищав кольори клубу «Воєводина».

## Виступи за збірну
1951 року дебютував в офіційних матчах у складі національної збірної Югославії. Протягом кар'єри у національній команді, яка тривала 4 роки, провів у формі головної команди країни 4 матчі.
Був включений до заявки збірної на чемпіонат світу 1954 року у Швейцарії, де був гравцем запасу і на поле не виходив, а його команда припинила боротьбу на стадії чвертьфіналів.

## Кар'єра тренера
Згодом почав тренерську кар'єру. Тренував «Осієк».
1965 року перебрався до Греції, де протягом двох сезонів працював з «Верією».
Пізніше працював на Кіпрі, де спочатку протягом 1970—1971 років тренував «Анортосіс», з яким виборов Кубок країни, а з 1971 по 1973 був головним тренером команди клубу «Неа Саламіна».
Паралельно з роботою в останньому клубі 1972 року займався підготовкою національної збірної Кіпру.
Помер 16 листопада 2002 року на 80-му році життя.

## Титули і досягнення

### Як тренера
- Володар Кубка Кіпру (1):

«Анортосіс»: 1970–1971